# Rudolf II Wittelsbach
Rudolf II Wittelsbach (ur. 8 sierpnia 1306 w Wolfratshausen, zm. 4 października 1353 w Neustadt an der Weinstraße) – hrabia Palatynatu Reńskiego.
Syn księcia Górnej Bawarii i Palatynatu Rudolfa I Wittelsbacha i Matyldy Nassau. Jego dziadkami byli: książę Górnej Bawarii Ludwik II Wittelsbach i Matylda Habsburg oraz król niemiecki Adolf i Imagina von Isenburg-Limburg.
W 1313 roku ojciec Rudolfa podpisał wraz z bratem Ludwikiem porozumienie mające zakończyć wojnę domową. Rudolf otrzymał Palatynat, zaś Ludwik Górną Bawarię. Po wyborze Ludwika na cesarza rzymskiego i dalszych konfliktach między braćmi, cesarz zajął Palatynat, a Rudolf wraz z synami udał się na emigrację. Rudolf umierł w 1319 roku. Jego następcą został najstarszy syn Adolf Wittelsbach. Po śmierci Adolfa w 1327 Rudolf został jego następcą, pomimo faktu iż Adolf posiadał 2-letniego syna. Rudolfowi wraz z bratem Ruprechtem udało się podpisać w 1329 roku porozumienie z wujem. Ludwik wycofał się z Palatynatu, przekazując władzę Rudolfowi. 
W 1328 roku ożenił się z Anną Karyncką (1300-1331), córką księcia Karyntii i Tyrolu Otto II Karynckiego i Eufemii legnickiej. Para miała jedną córkę Annę, która wyszła za mąż za króla Czech i Niemiec Karola IV Luksemburskiego.
W 1348 roku ożenił się z Małgorzatą Sycylijską (1331-1377), córką króla Sycylii Fryderyka II i Eleonory Andegaweńskiej. 
Po śmierci Rudolfa hrabią Palatynatu Reńskiego został jego młodszy brat Ruprecht I Wittelsbach.